# روزولینی
روزولینی (به ایتالیایی: Rosolini) یک کومونه در ایتالیا است که در استان سیراکوز واقع شده‌است.

## خصوصیات
روزولینی ۷۶٫۲ کیلومترمربع مساحت و ۲۰٬۹۲۷ نفر جمعیت دارد و ۱۵۴ متر بالاتر از سطح دریا واقع شده‌است.